# Центральная металлургическая база
Центральная металлургическая база в России — район раннего развития черной металлургии, где сосредоточены крупнейшие запасы железных руд.
Развитие черной металлургии в этом районе базируется на использовании крупнейших месторождений железных руд Курской магнитной аномалии (КМА), а также металлургического лома и на привозных коксующихся углях — донецком, печорском и кузнецком.

## Состав
Центральная металлургическая база включает крупные предприятия полного металлургического цикла: Новолипецкий металлургический комбинат (г. Липецк) и Новотульский завод (г. Тула), металлургический завод "Свободный Сокол" (г. Липецк), "Электросталь" под Москвой (передельная качественная металлургия). Развита малая металлургия на крупных машиностроительных предприятиях. Введен в действие Оскольский электрометаллургический комбинат по прямому восстановлению железа (Белгородская область). Сооружение этого комбината - самый большой в мире опыт внедрения бездоменного металлургического процесса. К угольным базам относятся: Киево-Печорская лавра, Кузбасс, Новотульский завод, а также Ленский бассейн.
Преимущества этого процесса: высокая концентрация взаимосвязанных производств - от окомкования сырья до выпуска конечного продукта; высокое качество металлопродукции; непрерывность технологического процесса, что способствует соединению всех технологических участков металлургического производства в одну высокомеханизированную линию; значительно большая мощность предприятия, не требующего кокса для выплавки стали.
В зону влияния и территориальных связей Центра входит и металлургия Севера европейской части России, на который приходится более 5% балансовых запасов железных руд Российской Федерации и свыше 21% добычи сырой руды. Здесь действуют достаточно крупные предприятия - Череповецкий металлургический комбинат, Оленегорский и Костомукшский горно-обогатительные комбинаты (Карелия). Руды Севера при невысоком содержании железа (28-32%) хорошо обогащаются, почти не имеют вредных примесей, что позволяет получать высококачественный металл.
Центральная металлургическая база использует железные руды Курской магнитной аномалии (обогащённые на Стойленском, Михайловском и Лебединском обогатительных комбинатах), Кольского полуострова (Оленегорский ГОК), Карелии (Карельский окатыш) и металлолом Центральной России. Коксующийся уголь поставляется из Печорского и Кузнецкого бассейнов, а отчасти — Донбасса.

## Характеристики
Интенсивное развитие металлургии Центра связано с относительно дешёвой добычей железных руд. Почти вся руда добывается открытым способом. Основные запасы железных руд КМА по категории А+В+С составляют около 32 млрд т. Общегеологические запасы руд, в основном железистых кварцитов с содержанием железа 32-37%, достигают триллиона тонн. Крупные разведанные и эксплуатируемые месторождения КМА расположены на территории Курской и Белгородской областей (Михайловское, Лебединское, Стойленское, Яковлевское и др.).
Руды залегают на глубине от 50 до 700 м и имеют мощность рудного тела от 70 до 350 м. Затраты на 1 т железа в товарной руде почти наполовину ниже, чем в криворожской руде, и ниже, чем в карельской и казахстанской рудах. КМА — крупнейший район по добыче железных руд открытым способом. В целом добыча сырой руды составляет около 80 млн т, т.е. около 39% российской добычи.
Крупные заводы полного цикла представлены в городах Череповец (Череповецкий металлургический комбинат Северсталь), Липецк (Новолипецкий металлургический комбинат), Тула (Косогорский металлургический завод), Старый Оскол (Оскольский электрометаллургический комбинат), где производство идет по «бездоменным» технологиям, не столь крупные заводы передельной металлургии в городах Орёл, Электросталь, Москва (Серп и молот), Санкт-Петербург (Кировский завод), Нижний Новгород, Выкса, Кулебаки. Цветная металлургия расположена на севере базы — алюминиевые заводы в городах Волхов, Надвоицы, Кандалакша, а также медно-никелевый завод Северникель (город Мончегорск).